# Kanadapimpinell
Kanadapimpinell (Sanguisorba canadensis) är en rosväxtart som beskrevs av Carl von Linné. Kanadapimpinell ingår i släktet storpimpineller, och familjen rosväxter. Inga underarter finns listade i Catalogue of Life.

## Bildgalleri

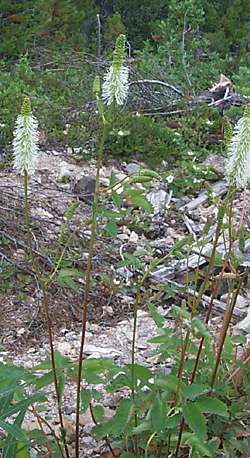